# Tit Virgini Tricost Celiomontà (cònsol 496 aC)
Tit Virgini Tricost Celiomontà (llatí: Titus Verginius Tricostus Cælimontanus) va ser un magistrat romà. Formava part de la família Tricost, una branca de l'antiga gens Virgínia.
Va ser cònsol l'any 496 aC amb Aulus Postumi Albus Regil·lenis, any en què es va lliurar suposadament la batalla del Llac Regil, encara que aquesta batalla se situa més aviat cap als anys 494 aC o 495 aC. Aulus Postumi va dimitir del càrrec perquè sospitava del seu col·lega. Postumi va ser nomenat dictador l'any 498 aC.